# 이스트귈림버리역
이스트귈림버리역(East Gwillimbury Station)은 캐나다 온타리오주 이스트귈림버리에 위치한 통근열차역으로, 그린 레인과 메인 스트리트 동쪽에 위치해있다. 이 역에는 GO 트랜싯의 통근열차 노선인 배리선이 정차한다.

## 위치
이스트귈림버리역은 메트로링스가 소유하는 뉴마켓선 35.5 마일 (57.1 km) 지점에 위치해있으며, 북쪽으로 브래드퍼드역, 남쪽으로는 뉴마켓역이 위치해있다. 이스트귈림버리역은 뉴마켓역에 비해 더욱 외곽진 곳에 위치해있으며, 역 북쪽으로는 뉴마켓선이 북서쪽으로 11번 도로를 따라 브래드퍼드로 향한다. 브래드퍼드는 토론토 유니언역에서 67km 떨어져있다.

## 역사
이스트귈림버리역은 2004년 11월 1일에 인접한 뉴마켓역의 혼잡을 완화하기 위해 개통하였으며, 홀랜드랜딩, 샤론, 마운트앨버트, 케스윅과 같이 토론토 북쪽에 인구가 늘어나고 있는 교외 지역의 수요를 맡기 위해 개통하였다. 뉴마켓역에 버스 승강장이 없는 만큼 이스트귈림버리에는 버스 노선이 다수 정차할 수 있는 시설이 마련되어있다. 지금은 이 역에 정차하는 버스가 몇 없지만 향후 이 지역에 버스 수요가 늘어나는 점을 감안해 여분으로 지었다.
2018년부터 2019년 9월까지 메트로링스는 환승 주차 공간을 추가하는 공사를 진행하였으며 2018년 11월에 250대의 주차 공간이 추가되었고 2019년 9월에 나머지 115대가 추가되었다.

## 역 구조
이스트귈림버리역은 직원이 상주하는 유인역으로, GO 트랜싯 매표소는 평일 오전 5시 10분부터 9시 45분까지 개장하고, 나머지 시간대에는 무인으로 운영하고 있다. 매표소에서는 프레스토 카드를 연령층에 맞춰서 설정하거나 기본 출발 및 도착역을 설정하여 하차태그를 하지 않아도 자동으로 정산할 수 있도록 할 수 있다. 이 외에도 통근열차 티켓 구매나 카드 충전은 역에 있는 자동판매기에서 할 수 있다. 프레스토 카드가 없는 경우에는 신용카드나 체크카드를 단말기에 태그해 요금을 정산할 수도 있고, 스마트폰에서 GO 트랜싯 홈페이지에 들어가 이티켓 (e-ticket)을 구매할 수도 있다.
이 역에는 또한 대합실, 화장실, 와이파이, 공중전화가 있으며, 승강장에는 눈과 비를 피할 수 있는 쉼터가 있고, 겨울에는 난방도 된다. 역 건물과 승강장, 열차 내부는 휠체어 승객도 이용할 수 있다. 환승 주차장에는 642대의 주차 공간이 있으며, 최대 48시간까지 무료로 주차할 수 있다. 이스트귈림버리역을 자주 이용하는 승객은 전용 주차 공간을 예약할 수 있으며, 카풀해서 오는 승객들도 카풀 전용 주차 공간에 주차할 수 있다. 또한 이 역으로 마중 나오는 차량들을 위한 정차 공간도 마련되어있다.
이 외에도 역으로 자전거를 타고 오는 승객들을 위한 자전거 거치대가 있으며, 역 서쪽에 있는 버스 승강장에는 GO 트랜싯 광역버스와 YRT 시내버스가 정차한다.

## 운행 계통
2023년 6월 기준 배리선 열차는 토론토 방면 평일 오전에 8회 운행하며, 반대 방향으로는 평일 오후에 앨런데일 워터프론트 방면 7대, 브래드퍼드 방면 열차가 1대 정차한다. 주말에는 토론토와 앨런데일 워터프론트 방면 열차가 6대씩 정차한다. 나머지 시간대에는 토론토와 배리를 오가는 버스가 운행하며, 토론토 방면 버스는 행선지에 따라 중간에 오로라역에서 갈아타야할 수도 있다.
배리선은 나중에 복선 전철화가 되는 대로 통근열차 운행 횟수가 늘어나게 되며, 매일 상시 운행을 목표로 두고 있다.

## 버스 연결편
이스트귈림버리역에서 이용할 수 있는 버스 노선은 아래와 같다. GO 트랜싯과 요크 지역 시내버스 간 환승 시 환승 할인이 적용되며 시내버스 요금은 차감되지 않는다.

### GO 트랜싯
| 노선 | 노선                   | 노선                           | 종점             | 종점 | 종점                 | 경유지 | 기준일          | 비고 |
| ---- | ---------------------- | ------------------------------ | ---------------- | ---- | -------------------- | --- | --------------- | ---- |
| 65   | 뉴마켓 / 토론토        | Newmarket / Toronto            | 이스트귈림버리역 | ↔    | 유니언역 버스 터미널 | 뉴마켓역 · 오로라역 · 웰링턴 / 404번 · 유니언역 버스 터미널 | 2023년 6월 24일 |      |
| 65B  | 뉴마켓 / 토론토        | Newmarket / Toronto            | 이스트귈림버리역 | →    | 유니언역 버스 터미널 | 뉴마켓역 · 유니언역 버스 터미널 | 2023년 6월 24일 |      |
| 65E  | 뉴마켓 / 토론토        | Newmarket / Toronto            | 이스트귈림버리역 | ↔    | 유니언역 버스 터미널 | 뉴마켓역 · 오로라역 · 킹시티역 · 메이플역 · 러더퍼드역 · 유니언역 버스 터미널 | 2023년 6월 24일 |      |
| 66   | 뉴마켓 / 노스요크 급행 | Newmarket / North York Express | 이스트귈림버리역 | ↔    | 하이웨이 407역       | 데이비스 / 이글 · 9번 / 400번 · 메이저매켄지 / 400번 · 하이웨이 407역 | 2023년 4월 8일  |      |
| 68   | 배리 / 뉴마켓          | Barrie / Newmarket             | 배리 버스 터미널 | ↔    | 오로라역             | - 오로라 방면: 뉴마켓역 · 오로라역 - 배리 방면: 영 / 마운트앨버트 · 브래드퍼드역 · 배리 / 닥터스 · 영 / 킬라니비치 · 영 / 빅토리아 · 배리 사우스역 · 앨런데일 워터프론트역 · 배리 버스 터미널 | 2023년 6월 24일 |      |
| 68B  | 배리 / 뉴마켓          | Barrie / Newmarket             | 배리 버스 터미널 | ↔    | 이스트귈림버리역     | 영 / 마운트앨버트 · 브래드퍼드역 · 배리 / 닥터스 · 영 / 킬라니비치 · 영 / 빅토리아 · 배리 사우스역 · 앨런데일 워터프론트역 · 배리 버스 터미널                                                 | 2023년 6월 24일 |      |

### 요크 지역 교통
| 노선 | 노선   | 노선    | 종점             | 종점 | 종점              | 경유지 | 비고            |
| ---- | ------ | ------- | ---------------- | ---- | ----------------- | --- | --------------- |
| 54   | 베이뷰 | Bayview | 이스트귈림버리역 | ↔    | 빅토리아 / 웰링턴 | 남쪽 이스트귈림버리역 뉴마켓역 베이뷰 / 멀록 베이뷰 / 세인트존스 베이뷰 / 웰링턴 오로라역 빅토리아 / 웰링턴 | 월-토 상시 운행 |

이 외에도 홀랜드랜딩, 샤론, 마운트앨버트 지역에 사는 주민들은 평일 오전 5시 30분부터 오후 10시 45분까지, 토요일 오전 8시부터 오후 7시 45분까지 이스트귈림버리역을 오가는 수요 응답형 차량을 이용할 수 있다. 수요 응답형 차량을 이용하고자 하는 승객은 출발 15분 전까지 모빌리티 온 리퀘스트 (Mobility On-Request) 앱이나 요크 지역 교통 고객센터 1-844-667-5327을 통해 자신이 가고자 하는 주소를 지정한 후 예약할 수 있다. 요금은 일반 YRT 요금과 동일하며, 프레스토 카드, YRT 페이 앱, 트랜싯 (Transit) 앱, 신용카드, 체크카드, 현금을 통해 지불할 수 있다.

## 인접한 역
| 메트로링스 뉴마켓선                 | 메트로링스 뉴마켓선 | 메트로링스 뉴마켓선 |
| ----------------------------------- | ------------------- | ------------------- |
| 브래드퍼드 앨런데일 워터프론트 방면 | GO 트랜싯 배리선    | 뉴마켓 유니언 방면  |